# 秋色女

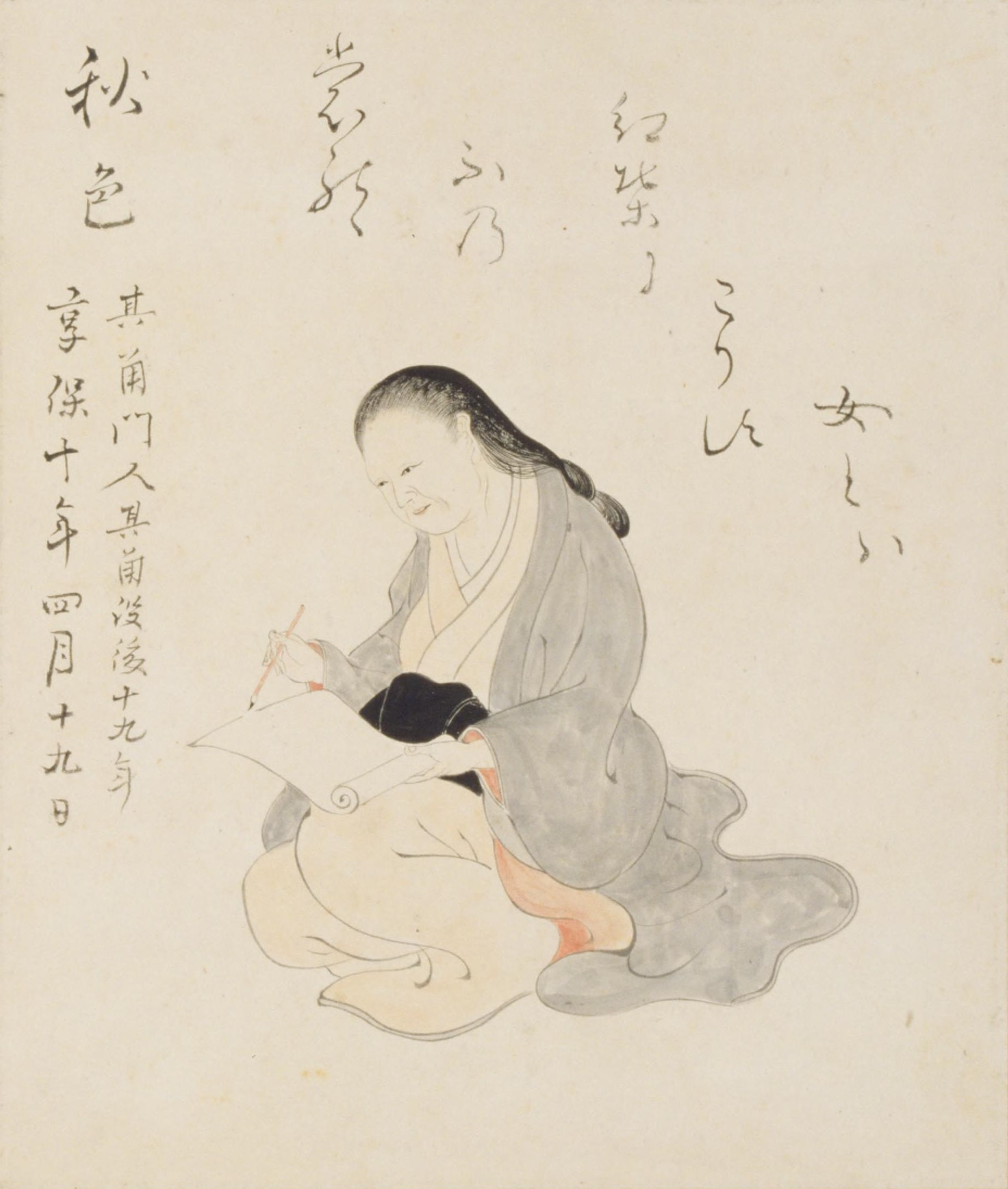
秋色女（栗原信充筆『肖像集』より）

秋色女（しゅうしきじょ、寛文9年（1669年） - 享保10年4月19日（1725年5月30日））は江戸時代の俳人。通称おあき、号は菊后亭。氏は小川氏か(大目氏とも)。捨女、園女、智月尼と並ぶ「元禄四俳女」のひとりとして名を馳せた。

## 略歴
江戸小網町の菓子屋に生まれる（現在東京都港区にある秋色庵大坂家という和菓子店である）。五世市川團十郎の大叔母にあたる。同じ菓子商(蕎麦屋とも)の夫の寒玉とともに宝井其角に師事して俳諧を学ぶ。1690年（元禄3年）初入集。其角の没後、点印を継承し、遺稿集『類柑子』を共編し、七回忌集『石などり』を刊行した。多くの子を成し、長男は林鳥、次男は紫萬の俳号をもつ俳人。
辞世の句は「見し夢のさめても色の杜若」。墓は大川端東江寺（隅田川沿いにあった寺だが移転し現在は東江寺 (葛飾区)）。

## 逸話

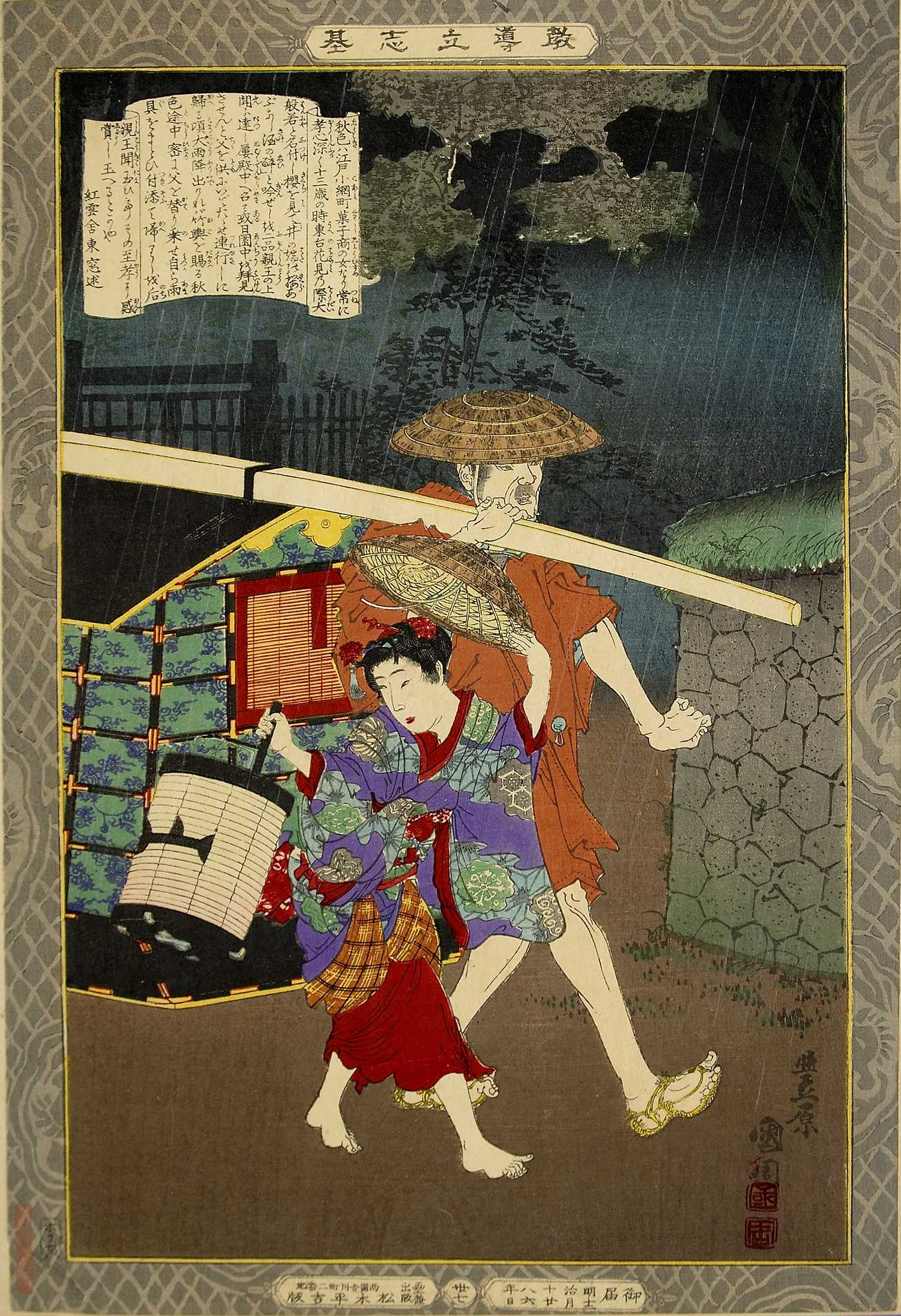
雨の中、自分に用意された駕篭に父親を乗せ、自身は歩いて帰ったという孝行娘の秋色を描いた浮世絵。豊原国周筆、「教導立志基」より

13歳の時、上野寛永寺の花見で「井戸端の桜あぶなし酒の酔」の句を詠んだという秋色桜伝説や、武家の酒宴に召されて「武士の紅葉にこりず女とは」と詠んだという女丈夫伝説など、川柳・錦絵・講談・歌舞伎の題材として扱われた。
秋色桜伝説とは、桜の名所である寛永寺に花見に行き、清水観音堂の裏手の桜に「井の端の桜あぶなし酒の酔」と詠んだ短冊を結んでおいたところ、句の出来に感心した門主が当時大般若と呼ばれていた桜に秋色桜という名をつけたというもの（門主が秋色という俳号を与えた、など諸説あり）。
女丈夫伝説とは、ある武家（同じ其角の門下でもある安藤冠里宅）に招かれたとき、酒興の戯れに怒った秋色が「武士の紅葉にこりず女とは」と詠んだというもので、意味は、「酒宴で高位の武士から戯れかけられて不快なことであるが、紅葉狩にひかれてまた懲りずに酔った武士と同席した女の私はなんと愚かであろうか」というもの。
また、孝女ぶりを示す逸話として、ある貴人宅に招かれた際、その庭が見たいという父親が従僕になりすまして秋色に同行、帰り際に雨が降り、貴人は女乗りの駕篭を用意して秋色を乗せたが、途中で巧みに駕籠かきをだまして父親と入れ替わり、自分は徒歩で帰ったという話が伝わり、錦絵にも描かれた。